# Дъбите - конска поляна
„Дъбите – конска поляна“ е защитена местност в землището на с. Кръстевич, община Хисаря, област Пловдив.
Заема площ от 292,4 ха. Създадена е на 17 ноември 1975 г. с цел опазване на естествена дъбово-букова гора, с наличие на голям брой вековни дървета.
През май 2012 г. е извършена промяна в режима на дейностите и в площта на защитената местност, която е намалена с 23 декара.